# بين شيلدز
بين شيلدز (بالإنجليزية: Ben Shields) هو لاعب كرة قاعدة أمريكي، ولد في 17 يونيو 1903 في هانترسفيل في الولايات المتحدة، وتوفي في 24 يناير 1982 في وودروف في الولايات المتحدة.